# Waverly Hills Sanatorium
Waverly Hills Sanatorium je budova bývalé léčebny pro tuberkulózní pacienty, ležící nedaleko města Louisville v americkém státě Kentucky. Místo je opředeno četnými spekulacemi o výskytu paranormálních jevů, objevilo se v televizních pořadech Scariest Places on Earth a Ghost Hunters.
Na místě sanatoria stála od roku 1883 usedlost rodiny Haysových, pojmenovaná Waverly podle románu Waltera Scotta. V roce 1910 na pozemku postavilo město Louisville dřevěné pavilony, v nichž bylo umístěno okolo padesáti osob nakažených TBC (rovinaté Kentucky s teplým a vlhkým podnebím bylo tehdy nejhůře postiženou částí USA). Protože počet nemocných v okolí stále rostl, byl ústav rozšiřován a v roce 1926 byla otevřena čtyřpatrová pseudogotická budova pro čtyři stovky nemocných. Fungovala až do června 1961, kdy byla díky streptomycinu označena tuberkulóza za vymýcenou. Od roku 1962 zde byl domov důchodců Woodhaven (jednalo se spíše o laboratoř, kde byly aplikovány různé pokusy na odložených seniorech), uzavřený v roce 1982 jako nevyhovující. Návrh na využití budovy jako věznice byl zamítnut kvůli protestům místních obyvatel a od té doby sanatorium chátrá. Místní podnikatelé přišli s plány postavit na místě nejvyšší sochu Krista na světě nebo proměnit sanatorium v luxusní hotel, nezískali ale dostatek financí. Objekt je zapsán na federálním seznamu chráněných památek National Register of Historic Places.
K sanatoriu se vztahuje řada městských legend. Vypráví se o drastických metodách léčby, kdy bylo na pacientech zkoušeno ultrafialové záření nebo jim byly násilně rozšiřovány plíce tlakem vzduchu. Počet lidí, kteří v tomto zařízení zemřeli, je v bulvárním tisku uváděn jako více než šedesát tisíc, podle oficiálních odhadů však za celou existenci nepřesáhl osm tisíc. Areál je vyhledáván milovníky záhad, kteří vypovídají o tom, že v noci zaslechli hlasy a kroky nebo viděli stínové postavy. Známý je v této souvislosti pokoj č. 502, kde údajně ve třicátých letech spáchala sebevraždu jedna zdravotní sestra v pokročilém stádiu těhotenství. V tomto pokoji je údajně slyšet ženský hlas. Odbornice přes paranormální jevy Lynn S. Olson, zde v roce 2010 provedla výzkum pokoje č. 502 a údajně navázala spojení s duchem zemřelé zdravotní sestřičky, ta jí pověděla, že nešlo o sebevraždu, ale vraždu protože otěhotněla s lékařem, ten jí také zabil. V roce 1932 vyskočila z okna tohoto pokoje další zdravotní sestra. Tajemným místem sanatoria je i tunel, který sloužil jako dočasné skladiště pro mrtvoly, z kterého byly odvážený dále mimo objekt sanatoria.
V roce 2005 byl v sanatoriu natočen horrorový film Tunel smrti, inspirovaný domněnkou, že tunel vedoucí pod sanatoriem byl používán k odvozu mrtvých, aby se před pacienty utajila výše úmrtnosti. V roce 2007 se zde konalo jedno z vystoupení koncertního turné skupin extrémního metalu Sounds of the Underground.